# Andriej Proszyn
Andriej Władimirowicz Proszyn, ros. Андрей Владимирович Прошин (ukr. Андрій Володимирович Прошин, Andrij Wołodymyrowycz Proszyn; ur. 19 lutego 1985 w Borze, Rosyjska FSRR) – rosyjski piłkarz, grający na pozycji obrońcy, a wcześniej pomocnika. Zmienił obywatelstwo ukraińskie na rosyjskie.

## Kariera piłkarska

### Kariera klubowa
Wychowanek miejscowej sekcji „Wodnyk” w Borze, a potem DJuSSz „Sormowicz” w Niżnym Nowogrodzie. Potem przeszedł do szkoły piłkarskiej Spartaka Moskwa, skąd po roku przeniósł się do Dynama Kijów. Rozpoczął karierę piłkarską w klubie Borysfen-2 Boryspol na wypożyczeniu. Potem występował w drugiej drużynie Dynama. Na początku 2005 wyjechał do Rosji, gdzie został piłkarzem FK Chimki. W 2006 podpisał kontrakt z rosyjskim Tom Tomsk, w którym debiutował w Premier Lidze. Od 2008 bronił barw Ałanii Władykaukaz. Na początku 2010 przeszedł do FK Rostów. Następnie grał w Sybirze Nowosybirsk, a w 2012 roku został zawodnikiem FK Dołgoprudny. Latem 2013 przeniósł się do Chimika Dzierżyńsk.

### Kariera reprezentacyjna
Mimo iż urodził się w Rosji, zdecydował się reprezentować Ukrainę. Debiutował w reprezentacji Ukrainy U-17. Na juniorskich Mistrzostwach Europy U-19 rozgrywanych w 2004 roku w Szwajcarii występował w reprezentacji Ukrainy. Następnie bronił barw reprezentacji Ukrainy U-20 na Mistrzostwach świata U-20.

## Sukcesy i odznaczenia

### Sukcesy reprezentacyjne
- brązowy medalista Europy U-19: 2004
- uczestnik turnieju finałowego Mistrzostw świata U-20: 2005